# Убить Билла. Фильм 2 (саундтрек)
«Уби́ть Би́лла. Фильм 2» (саундтре́к) (англ. Kill Bill Vol. 2 Original Soundtrack) — саундтрек ко второй части кинодилогии «Убить Билла» режиссёра Квентина Тарантино. Был выпущен 13 апреля 2004 года, достиг 58-й строчки в хит-параде Billboard 200 и 2-й в чарте Top Soundtracks. Его также включили в чарт ARIA Top 50 в Австралии. Саундтрек был организован Квентином Тарантино, его коллегой и другом Робертом Родригесом и RZA из Wu-Tang Clan.

## Список композиций
| №  | Название композиции          | Исполнитель                           | Длительность |
| -- | ---------------------------- | ------------------------------------- | ------------ |
| 1  | «A Few Words from the Bride» | Ума Турман (диалог)                   | 0:42         |
| 2  | «Goodnight Moon»             | Shivaree                              | 4:03         |
| 3  | «Il Tramonto»                | Эннио Морриконе                       | 1:15         |
| 4  | «Can’t Hardly Stand It»      | Чарли Физерс                          | 2:48         |
| 5  | «Tu Mirá»                    | Lole y Manuel                         | 4:00         |
| 6  | «Summertime Killer»          | Луис Бакалов                          | 3:39         |
| 7  | «The Chase»                  | Алан Ривз, Фил Стил и Филип Бригам    | 1:03         |
| 8  | «The Legend of Pai Mei»      | Дэвид Кэррадайн и Ума Турман (диалог) | 2:06         |
| 9  | «L’Arena»                    | Эннио Морриконе                       | 4:46         |
| 10 | «A Satisfied Mind»           | Джонни Кэш                            | 2:50         |
| 11 | «A Silhouette of Doom»       | Эннио Морриконе                       | 2:54         |
| 12 | «About Her»                  | Малькольм Макларен                    | 4:49         |
| 13 | «Truly and Utterly Bill»     | Дэвид Кэррадайн и Ума Турман (диалог) | 0:47         |
| 14 | «Malagueña Salerosa»         | Chingon                               | 4:05         |
| 15 | «Urami Bushi»                | Мэико Кадзи                           | 3:33         |
| 16 | «Black Mamba»                | Wu-Tang Clan                          | 2:38         |

## Композиции, не вошедшие в саундтрек
| №  | Название композиции                           | Исполнитель                |
| -- | --------------------------------------------- | -------------------------- |
| 1  | «Dies Irae»                                   | Нора Орланди               |
| 2  | «Ay Que Caray»                                | Мэрилу Эсмеральда Агуилуис |
| 3  | «Budd’s Trailer Suspicions»                   | Роберт Родригес            |
| 4  | «A Fistful of Dollars (prima)»                | Эннио Морриконе            |
| 5  | «Il Mercenario (ripresa)»                     | Эннио Морриконе            |
| 6  | «Pai Mei Theme»                               | Роберт Родригес            |
| 7  | «Title Theme from Three Tough Guys»           | Айзек Хейз                 |
| 8  | «Invincible Pole Fighter»                     | Шо Чун Хоу и Стивен Шинг   |
| 9  | «Sunny Road to Salina»                        | Кристоф и Бернар Жирар     |
| 10 | «Budd Twang»                                  | Роберт Родригес            |
| 11 | «I Giorni Dell’Ira»                           | Риц Ортолани               |
| 12 | «The Demise of Barbara and the Return of Joe» | Эннио Морриконе            |